# Маади, Пейман
Пейман Маади (перс. پیمان معادی‎; 9 июля 1970 года, Нью-Йорк, США), также известный как Пейман Моади, — ирано-американский актёр, сценарист и режиссёр. Наибольшую известность ему принесли роли в картинах иранского режиссёра Асгара Фархади: «Развод Надера и Симин» (фильм 2011 года, получивший премию «Оскар» за лучший фильм на иностранном языке) и «История Элли» (2009), а также роль Императора в неудачном боевике 2015 года «Последние рыцари» и роль заключённого тюрьмы в Гуантанамо в американском независимом драматическом фильме 2014 года «Лагерь X-Ray». За свою работу в «Разводе Надера и Симин» Маади был удостоен премии «Серебряный медведь» за лучшую мужскую роль на проходившем в 2011 году 61-м Берлинском международном кинофестивале.

## Ранние годы
Пейман Маади родился в Нью-Йорке в иранской семье. Когда ему было 5 лет, отец, закончивший Колумбийский университет и ставший юристом, решил вернуться в Иран. Пейман окончил филиал Исламского университета Азад в Кередже по специальности инженер-металлург. Впоследствии Маади решил стать сценаристом.

## Карьера
Маади начинал свою карьеру в кино в качестве сценариста фильма 2000 года «Лебединая песня». Потом он работал над сценариями нескольким известных иранских картин. В 2009 году он дебютировал в качестве киноактёра, исполнив одну из центральных ролей в фильме Асгара Фархади «История Элли». Маади продолжил сотрудничество с режиссёром, снявшись в главной мужской роли в фильме 2011 года «Развод Надера и Симин», получившем широкое признание у критиков во всём мире. Он получил «Серебряняго медведя» за лучшую мужскую роль на проходившем в 2011 году 61-м Берлинском международном кинофестивале. Маади исполнил главную роль в американской драме 2014 года «Лагерь X-Ray», рассказывающей об отношениях охранницы тюрьмы в Гуантанамо и одного из её заключённых, героя Маади. Эта картина была представлена в конкурсной программе драматического кино на кинофестивале «Сандэнс» в 2014 году и вышла в прокат 17 октября того же года. Маади также сыграл заметную роль (отца главного героя) в телевизионном мини-сериале канала HBO «Однажды ночью» (2016 год). В 2014 году Маади был членом жюри 17-го Шанхайского международного кинофестиваля.
В 2020 году Маади получил премию «Хрустальный Симург» за роль в фильме «Грецкий орех» на международном кинофестивале «Фаджр». Эта трагическая картина об отце, которыми всеми силами старается спасти своих детей во время войны.

## Личная жизнь
Жизнь Маади проходит между Тегераном и Лос-Анджелесом. Он владеет галереей часов в Тегеране и называет себя мусульманином.